# بشیر دوم
بشیر دوم (۲ ژانویه ۱۷۶۷ – ۱۸۵۰ میلادی) یک امیر امپراتوری عثمانی بود که اولین و آخرین فرمانروای مارونی امارت جبل لبنان بود.